# Opuntia austrina
Opuntia austrina ist eine Pflanzenart in der Gattung der Opuntien (Opuntia) aus der Familie der Kakteengewächse (Cactaceae). Das Artepitheton austrina stammt aus dem Lateinischen, bedeutet ‚südlich‘ und verweist auf das Verbreitungsgebiet der Art im Südosten der Vereinigten Staaten.

## Beschreibung
Opuntia austrina wächst strauchig, ist kriechend oder aufsteigend, unregelmäßig verzweigt und erreicht Wuchshöhen von bis zu 1 Meter. Die Wurzeln sind knollig. Die tief- bis hellgrünen, dünnen, mehr oder weniger kreisrunden bis elliptischen Triebabschnitte sind 5 bis 10 Zentimeter lang. Die auf ihnen befindlichen 4 bis 7 Millimeter langen, aufsteigenden, kräftigen Blattrudimente sind pfriemlich, grün und purpurfarben überhaucht. Die hervorstehenden Areolen tragen gelbe oder braune Glochiden. Die ein bis zwei schlanken, nadeligen, gelben bis roten Dornen werden im Alter weißlich. Sie erreichen eine Länge von 3 bis 5,5 Zentimeter.
Die hellgelben Blüten erreichen Durchmesser von 6 bis 7 Zentimeter. Die schmal verkehrt eiförmigen Früchte sind purpurfarben und 2,5 bis 3,5 Zentimeter lang.

## Verbreitung, Systematik und Gefährdung
Opuntia austrina ist im Südosten der Vereinigten Staaten in den Bundesstaaten Texas, Alabama, Mississippi und Florida verbreitet.
Die Erstbeschreibung erfolgte 1903 durch John Kunkel Small. Nomenklatorische Synonyme sind Opuntia compressa var. austrina (Small) L.D.Benson (1969, unkorrekter Name, ICBN-Artikel 11.4) und Opuntia humifusa var. austrina (Small) Dress (1975).
In der Roten Liste gefährdeter Arten der IUCN wird die Art als „Least Concern (LC)“, d. h. als nicht gefährdet geführt. Die Entwicklung der Populationen wird als stabil angesehen.

## Nachweise